# Megalastrum aureisquama
Megalastrum aureisquama är en träjonväxtart som beskrevs av M. Kessler och A. R. Sm. Megalastrum aureisquama ingår i släktet Megalastrum och familjen Dryopteridaceae. Inga underarter finns listade.